# Stretavka
Stretavka – wieś (obec) na Słowacji położona w kraju koszyckim, w powiecie Michalovce. Pierwsze wzmianki o miejscowości pochodzą z roku 1266. 
Według danych z dnia 31 grudnia 2012, wieś zamieszkiwało 189 osób, w tym 91 kobiet i 98 mężczyzn.
W 2001 roku pod względem narodowości i przynależności etnicznej 89,27% mieszkańców stanowili Słowacy, a 1,69% Ukraińcy.
Ze względu na wyznawaną religię struktura mieszkańców kształtowała się w 2001 roku następująco:
- Katolicy rzymscy – 36,72%
- Grekokatolicy – 36,16%
- Nie podano – 9,04%